# Friera de Valverde
Friera de Valverde – gmina w Hiszpanii, w prowincji Zamora, w Kastylii i León, o powierzchni 19,93 km². W 2011 roku gmina liczyła 215 mieszkańców.